# 풍자

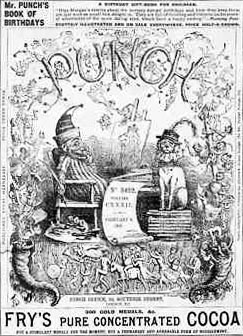
풍자를 적극적으로 활용한 영국의 코미디 잡지 펀치

풍자(諷刺)는 어떤 부정적인 상황을 말할 때 직접적으로 표출하지 않고 해학을 곁들여 돌려서 말하는 것으로, 사회나 개인에 대해 비판적인 내용을 담고 있으면서도 모욕적인 언사로 받아들여지기보다는 보거나 듣는 이를 웃음짓게 만드는 유머가 담겨 있는 것이 특징이다. 패러디, 벌레스크, 과장 등을 활용하여 표현하기도 한다. 문학 기법으로도 자주 사용된다.

## 같이 보기
- 문화 방해
- 언론의 자유